# Депортація ромських мігрантів із Франції
Депортація ромських мігрантів із Франції була предметом гострих політичних дебатів у Франції та за кордоном у 2009 та 2010 роках. Після двох смертельних інцидентів президент Франції Ніколя Саркозі в липні 2010 року пообіцяв виселити принаймні половину з 539 таборів ромів. Уряд Франції ініціював програму репатріації тисяч румунських і болгарських ромів у рамках репресій. У період з липня по вересень 2010 року щонайменше 51 ромський табір було зруйновано, а Франція репатріювала щонайменше 1230 ромів до Румунії та Болгарії.
Депортації викликали суперечки в Європейському Союзі (ЄС), а комісар ЄС з питань юстиції Вів'єн Редінг на брифінгу у вересні 2010 року заявила, що Європейська комісія може вжити судових заходів проти французького уряду через примусове вислання, назвавши їх «ганьбою». Як повідомлялося, подальша суперечка через коментарі затьмарила саміт ЄС у вересні 2010 року. У 2011 році Франція продовжувала депортувати ромів.

## Фон
У 1960-х роках у нетрях Франції проживало 75 000 людей, переважно алжирських мігрантів. Багатьох зрештою переселили в пригороди, передмістя великих міст. Проте нетрі знову почали рости в 1990-х роках, коли туди прибули мігранти зі Східної Європи. Спочатку цих мігрантів вважали біженцями, але наступні законодавчі заходи обмежили їхні права на житло, роботу та соціальні виплати. Тоді це означало, що хоча громадяни Болгарії та Румунії мають право в'їжджати до Франції без візи, оскільки їхні країни походження знаходяться в Європейському Союзі, відповідно до спеціальних імміграційних правил Франції, вони повинні мати дозвіл на роботу або дозвіл на проживання, якщо вони хочуть залишитися довше трьох місяців.
Це змусило мігрантів, які тепер не мали документів, захоплювати землю та будувати халупи. У 2012 році держава зафіксувала 16 399 людей, які проживали в 391 нетрях по всій Франції. З них 82 % були румунами і 6 % болгарами. Як наслідок, мігранти зі Східної Європи, які сквотують, зазвичай вважаються мігрантами-ромами, незалежно від того, чи є вони насправді ромами. Кочовий народ, який може бути або не бути ромом, називається «мандрівником» («Gens du voyage»). Нещодавно прийнятий закон зобов'язує місцеві муніципалітети надавати табір для цих мандрівників.
16 липня 2010 року французька поліція застрелила Луїджі Дюкене, 22-річного французького рома, який проїжджав через поліцейський контрольно-пропускний пункт. У відповідь група з близько 50 осіб, яких по-різному ідентифікували як ромів чи мандрівників, підняла бунт у маленькому селі Сент-Еньян, напавши на поліцейську дільницю з сокирами та залізними прутами. Місцевий мер назвав заворушення «зведенням рахунків між мандрівниками та жандармерією». Тієї ж ночі та ще кілька ночей після цього в районі Гренобля спалахнули заворушення після того, як після автомобільної погоні французька поліція застрелила 27-річного Каріма Будуду. Будуда був причетний до пограбування в казино поблизу Гренобля, а прокурор Жан Філіпп заявив, що поліція діяла в порядку самозахисту після того, як у неї тричі стріляли.
30 липня 2010 року президент Франції Ніколя Саркозі виступив у Греноблі з промовою щодо останніх подій, як там, так і в Сент-Еньяні. Він критикував демонстрації проти поліції, які відбулися в обох випадках після того, як злочинці були вбиті під час скоєння злочинних дій і безпідставної небезпеки для життя поліцейських, і в цьому контексті він сказав, що він попросив міністра внутрішніх справ «покласти край дикому самозахопленню та таборуванню ромів», а також щоб запобігти подальшому руйнуванню бунтівниками в Греноблі. За його словами, як президент (він) не міг прийняти той факт, що в його країні було 539 ромських таборів, і він пообіцяв, що половина з них буде знищена протягом трьох місяців. Офіс президента заявив, що місцеві несанкціоновані табори є «джерелом незаконної торгівлі людьми, глибоко шокуючих стандартів життя, експлуатації дітей для жебракування, проституції та злочинності». Der Spiegel вважає, що це сталося на фоні зусиль союзників президента, спрямованих на те, щоб «утримувати питання внутрішньої безпеки на високому місці політичного порядку денного».

## Депортації
У 2009 році Франція депортувала 10 000 ромів назад до Румунії та Болгарії. Наступного року принаймні ще 8300 ромів було депортовано до серпня. У період з липня по вересень 2010 року щонайменше 51 ромський табір було зруйновано, а Франція видворила щонайменше 1230 нефранцузьких ромів (порівняючи тих французьких ромів, які брали участь у заворушеннях у Сент-Еньяні, з болгарськими та румунськими громадянами, яких видворяли за не пов'язані між собою ймовірні порушення візового режиму). Держава надала як фінансові стимули (300 євро готівкою на особу, 100 євро на кожну дитину), так і спеціальні рейси назад до Румунії та Болгарії.
Французький уряд стверджував, що висилає людей на юридичних, а не на етнічних підставах, але в наказі конкретно згадуються ромські табори («en priorité ceux des Roms»). Саркозі заявив, що його уряд не знав про відповідну директиву, підписану Мішелем Бартом, керівником апарату міністра внутрішніх справ Франції. Саркозі заявив, що директива була скасована, щойно уряд дізнався про це через повідомлення преси. Він заявив, що Франція вітає біженців і що «ми відмовляємося від створення нетрів… які не гідні Французької Республіки чи європейських ідеалів». Саркозі також заявив, що 80 % людей, вивезених з таборів протягом серпня 2010 року, були мандрівниками французького походження.

## Міжнародна реакція

### Баррозу
6 вересня 2010 року президент Європейської комісії Жозе Мануель Баррозу виступив із промовою, яку багато хто сприйняв як критику політики Франції. Він попередив уряди ЄС «уникати расизму та ксенофобії». 9 вересня 2010 року Європейський парламент висловив глибоку стурбованість заходами, вжитими французькою владою, і розкритикував відсутність зобов'язань Ради Європейського Союзу та Європейської Комісії щодо цього питання. У резолюції, внесеній Прогресивним альянсом соціалістів і демократів, Групою Альянсу лібералів і демократів за Європу, Зеленими–Європейським вільним альянсом і групами Європейських об'єднаних лівих–Скандинавських зелених лівих і ухваленою 337 голосами проти 245 при 51 утриманому, Парламент заявив, що відповідні країни-члени повинні негайно «призупинити всі висилки ромів». Парламент відхилив «будь-які заяви, які пов'язують меншини та імміграцію зі злочинністю та створюють дискримінаційні стереотипи», а також «підбурювальну та відверто дискримінаційну риторику […], що надає довіри расистським заявам і діям крайніх правих груп».

### Редінг
Пізніше цього тижня комісар ЄС з питань юстиції Вів'єн Редінг назвала вислання «ганьбою», заявивши на брифінгу 14 вересня 2010 року, що «це ситуація, яку я думала, що Європі більше не доведеться бачити після Другої світової війни». Вона припустила, що Європейська комісія може вжити судових заходів проти Франції з цього приводу. Її рішуча реакція була частково пов'язана із запереченням Франції витоку файлу від 5 серпня, надісланого з Міністерства внутрішніх справ регіональним начальникам міліції, який містив інструкцію: «Триста таборів або незаконних поселень повинні бути очищені протягом трьох місяців, табори ромів — пріоритет».
Багато хто вважав, що суперечка між урядом Франції та Комісією ЄС затьмарила саміт ЄС, який відкрився 16 вересня 2010 року. Ніколя Саркозі розкритикував зауваження Редінг, сказавши, що «огидні та ганебні слова, які були використані — Друга світова війна, згадка про євреїв — були чимось, що нас глибоко шокувало». Оскільки Редінг є люксембуржкою, Саркозі попросив Люксембург прийняти небажаних у Франції ромів. Він також підтвердив, що його уряд продовжуватиме свою політику.
За словами болгарського прем'єр-міністра Бойко Борисова, «між президентом Європейської комісії та президентом Франції була велика суперечка — я міг би сказати й скандал». У відповідь на припущення пана Саркозі про те, що Люксембург міг би прийняти вигнаних ромів, міністр закордонних справ Люксембурга Жан Ассельборн сказав, що вважає цю заяву «зловмисною». Канцлер Німеччини Ангела Меркель сказала: «Я вважаю тон і особливо історичні порівняння невідповідними. І я сподіваюся, що ми зможемо знайти кращий шлях». Під час зустрічі президент Баррозу дистанціювався від коментарів Редінг, але підтвердив, що «заборона дискримінації за расовим та етнічним походженням є одним із фундаментальних принципів ЄС». Міністр закордонних справ Фінляндії Александер Стубб прокоментував, що саміт, який має на меті представити єдину зовнішню та економічну політику, ризикує зробити ЄС лицемірним: «Коли ми просуваємо вільну торгівлю, зміну клімату та права людини в усьому світі, нам потрібно мати на своєму подвір'ї порядок». Також на саміті Саркозі заявив, що Німеччина теж має намір започаткувати програму вигнання ромів, твердження, яке Німеччина категорично заперечувала.
Згодом Вів'єн Редінг приватно відмовилася від історичного порівняння, зробленого в її початковій заяві. Її офіс вибачився за аналогію. Європейська комісія відмовилася виконувати попередню погрозу подати на Францію до Європейського суду або вжити інших судових заходів щодо ромської справи проти Франції. ЄС заявив, що намагатиметься змусити країни Європейського Союзу змінити свої національні правила відповідно до вимог законів Європейського Союзу про вільне пересування, але при цьому не заперечував незаконність дій Франції.

### Інші реакції
Ромські неурядові організації в Туреччині протестували проти французького уряду та, на їхню думку, слабкої реакції Європейського Союзу на рішення французького уряду щодо прав людини. Ефкан Озчімен, голова турецької неурядової організації, сказав: «На жаль, Франція висилає римський народ, тоді як та ж сама Франція та ЄС консультують інші країни щодо прав людини. Як роми, які живуть у Туреччині, ми всі маємо рівні права, і Франція повинна взяти приклад Туреччини з прав людини». Зоні Вайс, ромська активістка та втікачка після депортації Голокосту, яка виступала на церемонії Дня пам'яті жертв Голокосту в німецькому Бундестазі 27 січня 2011 року, високо оцінила «чіткі слова» Вів'єн Редінг у засудженні вигнання ромів. Угорська депутатка Європарламенту Лівія Ярока, єдина член Європейського парламенту з частково ромським корінням, описала корінь проблеми як «провал інтеграції ромів у більшості держав-членів за останні 20 років».
10 листопада 2011 року Рада Європи засудила вигнання як «дискримінаційні» та «суперечі людській гідності», опублікувавши рішення Європейського комітету соціальних прав за скаргою Центру з прав на житло та виселення (COHRE) проти Франція. Європейська комісія наполягала на урядах держав-членів, щоб вони запровадили національні стратегії та конкретні плани інтеграції ромського народу та щорічно звітували про їх виконання. У серпні 2012 року Вів'єн Редінг поставила під пильну увагу дії французького соціалістичного уряду Жана-Марка Еро та його міністра внутрішніх справ Мануеля Вальса щодо ймовірного вигнання ромів. Заклик призвів до зміни політики уряду Франції, підтвердженої в розпорядженні міністра, підписаному дев'ятьма французькими міністрами, і зосередження дій на інтеграції ромів, як вимагає Європейська комісія.
Комітет з ліквідації расової дискримінації розкритикував репресії та висловив жаль з приводу «значного відродження» расизму та ксенофобії.

## Передбачувана база даних
У 2010 році газета Le Monde повідомила, що Центральне відомство Франції по боротьбі з правопорушеннями (OCLDI) має базу даних французької ромської мови, відому як база даних MENS. Французька влада спростувала ці заяви. Офіційну скаргу щодо цього подали адвокати, які представляють чотири правозахисні групи ромів.
Подальші розслідування проводилися як Національною комісією з інформатики та свобод (CNIL), незалежним органом, який наглядає за конфіденційністю даних, так і відділом внутрішнього аудиту, відповідальним за нагляд за файлами даних. Обидва розслідування дійшли висновку, що бази даних MENS не існувало або коли-небудь існувало, а CNIL повідомила, що не знайшла жодного файла з етнічною інформацією під час більш широкого розслідування систем поліції та жандармерії.

## Пізніші депортації
У 2011 році Франція продовжувала депортувати ромів. 12 квітня 2011 року чартерний рейс із 160 ромами вилетів із північної Франції до Тімішоари, Румунія. Як і під час депортацій 2010 року, уряд Франції дав ромам, які залишали Францію, по 300 євро кожному, по 100 євро на кожну дитину. Роми, які летіли 12 квітня, підписали заяви про те, що ніколи не повернуться до Франції. 9 серпня 2011 року місто Марсель на півдні Франції примусово виселило 100 ромів із тимчасового табору біля Порт-д'Екс, давши їм 24 години, щоб залишити місто. Чартерний рейс із приблизно 150 ромами до Румунії вилетів із району Ліона 20 вересня. Метою Франції на 2011 рік було депортувати 30 000 ромів на батьківщину. Станом на 2012 рік Франція відправила близько 8000 ромів назад до Румунії та Болгарії в 2011 році, і депортація знову викликала дебати. У Франції все ще проживало приблизно 15 000 ромів.